# Municipio de Vienna (Ohio)
El municipio de Vienna (en inglés: Vienna Township) es un municipio ubicado en el condado de Trumbull en el estado estadounidense de Ohio. En el año 2010 tenía una población de 3997 habitantes y una densidad poblacional de 65,66 personas por km².

## Geografía
El municipio de Vienna se encuentra ubicado en las coordenadas 41°14′3″N 80°40′0″O / 41.23417, -80.66667. Según la Oficina del Censo de los Estados Unidos, el municipio tiene una superficie total de 60.88 km², de la cual 60.61 km² corresponden a tierra firme y (0.44%) 0.27 km² es agua.

## Demografía
Según el censo de 2010, había 3997 personas residiendo en el municipio de Vienna. La densidad de población era de 65,66 hab./km². De los 3997 habitantes, el municipio de Vienna estaba compuesto por el 97.52% blancos, el 1.03% eran afroamericanos, el 0.08% eran amerindios, el 0.35% eran asiáticos, el 0.03% eran isleños del Pacífico, el 0.08% eran de otras razas y el 0.93% pertenecían a dos o más razas. Del total de la población el 0.73% eran hispanos o latinos de cualquier raza.